# Eiphosoma flavescens
Eiphosoma flavescens är en stekelart som beskrevs av Dasch 1979. Eiphosoma flavescens ingår i släktet Eiphosoma och familjen brokparasitsteklar. Inga underarter finns listade i Catalogue of Life.